# Hrvatska ženska nogometna reprezentacija do 19 godina
Hrvatska ženska nogometna reprezentacija za igračice do 19 godina starosti (U-19 W) se natječe od 2004. godine. Pod organizacijom je Hrvatskog nogometnog saveza.
Trenutačni izbornik je Robert Krznarić.
Reprezentacija je do svibnja 2013. odigrala ukupno 46 službenih utakmica, ostvarivši 20 pobjeda, 2 neriješena rezultata i 24 poraza, uz gol-razliku 73:99.

## Rekordi
| - - Najviše nastupa: - Sandra Žigić (15) - Ines Bašić (13) - Ana Petrović (13) - Sara Klarić (13) - Mateja Tomić (13) - Katarina Kolar (13) - Ana Marija Kalamiza (13) |  | - - Najbolji strijelci: - Katarina Kolar (8) - Ana Marija Kalamiza (5) - Ines Vrtarić (4) - Paškvalina Gabrić (4) - Ana Mari Martinko (4) - Martina Šalek (4) - Iva Landeka (3) |

## Vanjske poveznice
- Službene stranice HNS-a

| Nogomet u Hrvatskoj                                                           | Nogomet u Hrvatskoj |
| ----------------------------------------------------------------------------- | --- |
|                                                                               | |
| Hrvatski nogometni savez                                                      | |
|                                                                               | |
| Reprezentacije i selekcije                                                    | Muške reprezentacije "A" • "B" • do 23 • do 21 • do 20 • do 19 • do 18 • do 17 • do 16 • do 15 • do 14 Ženske reprezentacije "A" • do 19 • do 17 • do 15 Futsalske reprezentacije "A" • do 21 • do 19 Ostale selekcije beskućnička • gluhih • liječnička • policijska • romska • svećenička • veteranska • vojna |
|                                                                               | |
| Ligaška natjecanja                                                            | HNL • 1. NL • 2. NL • 3. NL • 4. HNL • 1. ŽNL • 2. ŽNL • 3. ŽNL • 4. ŽNL • Ligaški sustav |
|                                                                               | |
| Kup natjecanja                                                                | Hrvatski nogometni kup • Hrvatski nogometni superkup |
|                                                                               | |
| Natjecanja za mlađe selekcije                                                 | juniori (prvenstvo / kup) • kadeti (prvenstvo / kup) • pioniri (prvenstvo / kup) |
|                                                                               | |
| Natjecanja za veterane                                                        | nogometno prvenstvo veterana • dvoransko prvenstvo veterana |
|                                                                               | |
| Natjecanja za žene                                                            | 1. HNLŽ • 2. HNLŽ • HNK za žene • 1. HMNLŽ |
|                                                                               | |
| Malonogometna natjecanja                                                      | 1. HMNL • 2. HMNL • Malonogometni kup • Malonogometni superkup • 1. HMNLŽ • Dvoransko prvenstvo 1. HNL |
|                                                                               | |
| Nogomet u Hrvatskoj • Popis klubova • Popis nogometaša • Popis bivših klubova | |
| Muške reprezentacije                                                          | "A" • "B" • do 23 • do 21 • do 20 • do 19 • do 18 • do 17 • do 16 • do 15 • do 14 |
|                                                                               | |
| Ženske reprezentacije                                                         | "A" • do 19 • do 17 • do 15 |
|                                                                               | |
| Futsalske reprezentacije                                                      | "A" • do 21 • do 19 |
|                                                                               | |
| Ostale selekcije                                                              | beskućnička • gluhih • liječnička • policijska • romska • svećenička • veteranska • vojna |

| Muške reprezentacije     | "A" • "B" • do 23 • do 21 • do 20 • do 19 • do 18 • do 17 • do 16 • do 15 • do 14         |
|                          |                                                                                           |
| Ženske reprezentacije    | "A" • do 19 • do 17 • do 15                                                               |
|                          |                                                                                           |
| Futsalske reprezentacije | "A" • do 21 • do 19                                                                       |
|                          |                                                                                           |
| Ostale selekcije         | beskućnička • gluhih • liječnička • policijska • romska • svećenička • veteranska • vojna |

| Nogomet u Hrvatskoj                                                           | Nogomet u Hrvatskoj |
| ----------------------------------------------------------------------------- | --- |
|                                                                               | |
| Hrvatski nogometni savez                                                      | |
|                                                                               | |
| Reprezentacije i selekcije                                                    | Muške reprezentacije "A" • "B" • do 23 • do 21 • do 20 • do 19 • do 18 • do 17 • do 16 • do 15 • do 14 Ženske reprezentacije "A" • do 19 • do 17 • do 15 Futsalske reprezentacije "A" • do 21 • do 19 Ostale selekcije beskućnička • gluhih • liječnička • policijska • romska • svećenička • veteranska • vojna |
|                                                                               | |
| Ligaška natjecanja                                                            | HNL • 1. NL • 2. NL • 3. NL • 4. HNL • 1. ŽNL • 2. ŽNL • 3. ŽNL • 4. ŽNL • Ligaški sustav |
|                                                                               | |
| Kup natjecanja                                                                | Hrvatski nogometni kup • Hrvatski nogometni superkup |
|                                                                               | |
| Natjecanja za mlađe selekcije                                                 | juniori (prvenstvo / kup) • kadeti (prvenstvo / kup) • pioniri (prvenstvo / kup) |
|                                                                               | |
| Natjecanja za veterane                                                        | nogometno prvenstvo veterana • dvoransko prvenstvo veterana |
|                                                                               | |
| Natjecanja za žene                                                            | 1. HNLŽ • 2. HNLŽ • HNK za žene • 1. HMNLŽ |
|                                                                               | |
| Malonogometna natjecanja                                                      | 1. HMNL • 2. HMNL • Malonogometni kup • Malonogometni superkup • 1. HMNLŽ • Dvoransko prvenstvo 1. HNL |
|                                                                               | |
| Nogomet u Hrvatskoj • Popis klubova • Popis nogometaša • Popis bivših klubova | |
| Muške reprezentacije                                                          | "A" • "B" • do 23 • do 21 • do 20 • do 19 • do 18 • do 17 • do 16 • do 15 • do 14 |
|                                                                               | |
| Ženske reprezentacije                                                         | "A" • do 19 • do 17 • do 15 |
|                                                                               | |
| Futsalske reprezentacije                                                      | "A" • do 21 • do 19 |
|                                                                               | |
| Ostale selekcije                                                              | beskućnička • gluhih • liječnička • policijska • romska • svećenička • veteranska • vojna |

| Muške reprezentacije     | "A" • "B" • do 23 • do 21 • do 20 • do 19 • do 18 • do 17 • do 16 • do 15 • do 14         |
|                          |                                                                                           |
| Ženske reprezentacije    | "A" • do 19 • do 17 • do 15                                                               |
|                          |                                                                                           |
| Futsalske reprezentacije | "A" • do 21 • do 19                                                                       |
|                          |                                                                                           |
| Ostale selekcije         | beskućnička • gluhih • liječnička • policijska • romska • svećenička • veteranska • vojna |